# Stražisko
Stražisko – gmina w Czechach, w powiecie Prościejów, w kraju ołomunieckim. Według danych z dnia 1 stycznia 2012 liczyła 432 mieszkańców.
Dzieli się na trzy części:
- Stražisko
- Maleny
- Růžov